# Kościół św. Mikołaja w Gniewie
Kościół św. Mikołaja w Gniewie – gotycki kościół rzymskokatolicki zbudowany przez Krzyżaków w XIV wieku.

## Historia
Obecna budowla wznosi się w miejscu starszego kościółka drewnianego, którego powstanie wiąże się z dawnym grodem bądź też z okresem przejęcia ziemi gniewskiej przez zakon cystersów. Dzieje budowy istniejącego do dziś kościoła murowanego są nieznane, wzniesiono go w ciągu XIV wieku, w drugiej ćwierci tego stulecia. Najpierw wzniesiono prezbiterium (1348). Prawdopodobnie jeszcze przed połową XIV wieku przystąpiono do wznoszenia murów obwodowych korpusu. Całość prac zakończono w drugiej połowie XIV wieku. Jednocześnie z korpusem rozpoczęto budowę wieży, której forma z biegiem czasu ulegała zmianom. W drugiej połowie XV wieku, gdy Zakon opuścił miasto, wieżę podwyższono. Jak podaje Karol Górski w tym czasie (1466-1472) starostą Gniewa był Jakub Kostka, herbu Dąbrowa.  Pewną wskazówkę na temat czasu ukończenia budowy wieży stanowić może data podana w napisie niezachowanego dzwonu gotyckiego – 1482. Z pracami budowlanymi tego okresu można łączyć dobudowanie do wschodniego przęsła korpusu kaplic nie przewidzianych w pierwotnym założeniu. Około 1557 roku kościół przejęli w swe posiadanie protestanci. Dopiero w 1596 roku zwrócono świątynię katolikom. Na przełomie XVII i XVIII wieku kościół dotknęła nieznana katastrofa. W jej wyniku zniszczeniu uległy górna część wieży i sklepienia naw, które zostały odbudowane i odrestaurowane. Stan budowli ulegał stopniowemu pogorszeniu. W pierwszych latach XIX wieku kościół był remontowany oraz przeprowadzono drobne naprawy. W latach 1875–1876 odbył się generalny remont kościoła. W okresie międzywojennym została przeprowadzona renowacja wnętrza kościoła. W 1945 roku pociski artyleryjskie uszkodziły wieżę i mury kościoła, zniszczone zostały dachy i wszystkie okna. Po wojnie przystąpiono do niezbędnych napraw, którymi w dużym stopniu kierował ks.Władysław Piaskowski CR. Prace remontowe trwają do dziś.

## Wygląd

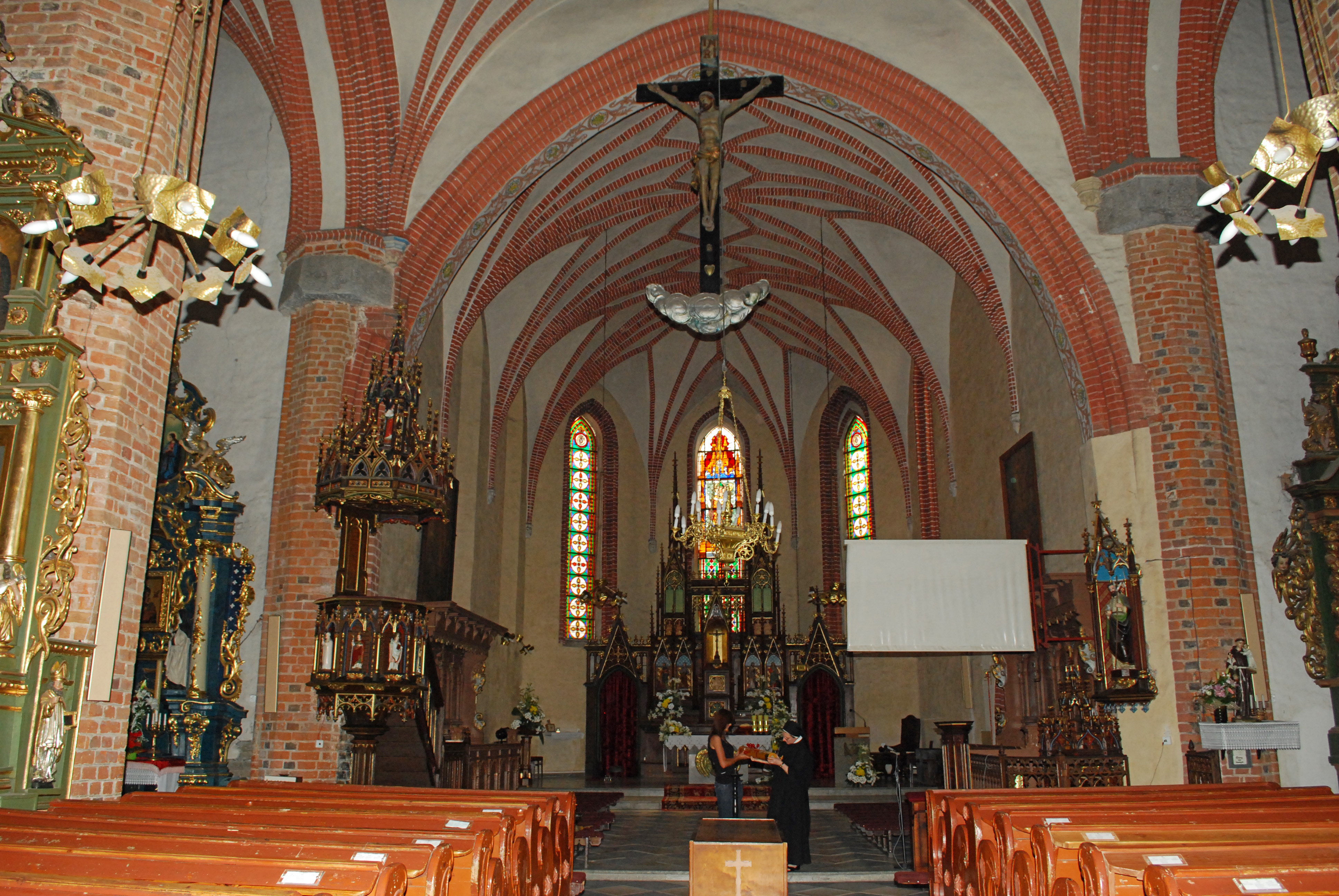
Wnętrze

Gotycka budowla poświęcona św. Mikołajowi, opiekunowi żeglarzy i kupców, jest kościołem w typie halowym, trzynawowym o harmonijnym zespole wnętrza. Nawy boczne są oddzielone od nawy głównej ośmiobocznymi filarami. W ciągu wieków fara rozrosła się przez przebudowanie bocznych kaplic: św. Anny i św. Katarzyny. Do nawy od wschodu przystaje absyda o wielobocznym zamknięciu, która jest najstarszą częścią kościoła. Okna prezbiterium jednodziałowe o ostrych łukach są bogato profilowane. Charakterystyczna dla gotyku pomorskiego, w swej surowej, fortecznej formie jest wieża, wbudowana w bryłę nawy. Po odnowieniu została ona zakończona od południa i północy szczytnicą schodkową. Silne skarpy o kilku uskokach wspierają w regularnych odstępach ściany naw. Obok konstrukcyjnego znaczenia posiadają walory dekoracyjne, akcentują pionowość budowli i rozczłonkowują jej powierzchnię.

## Zabytki

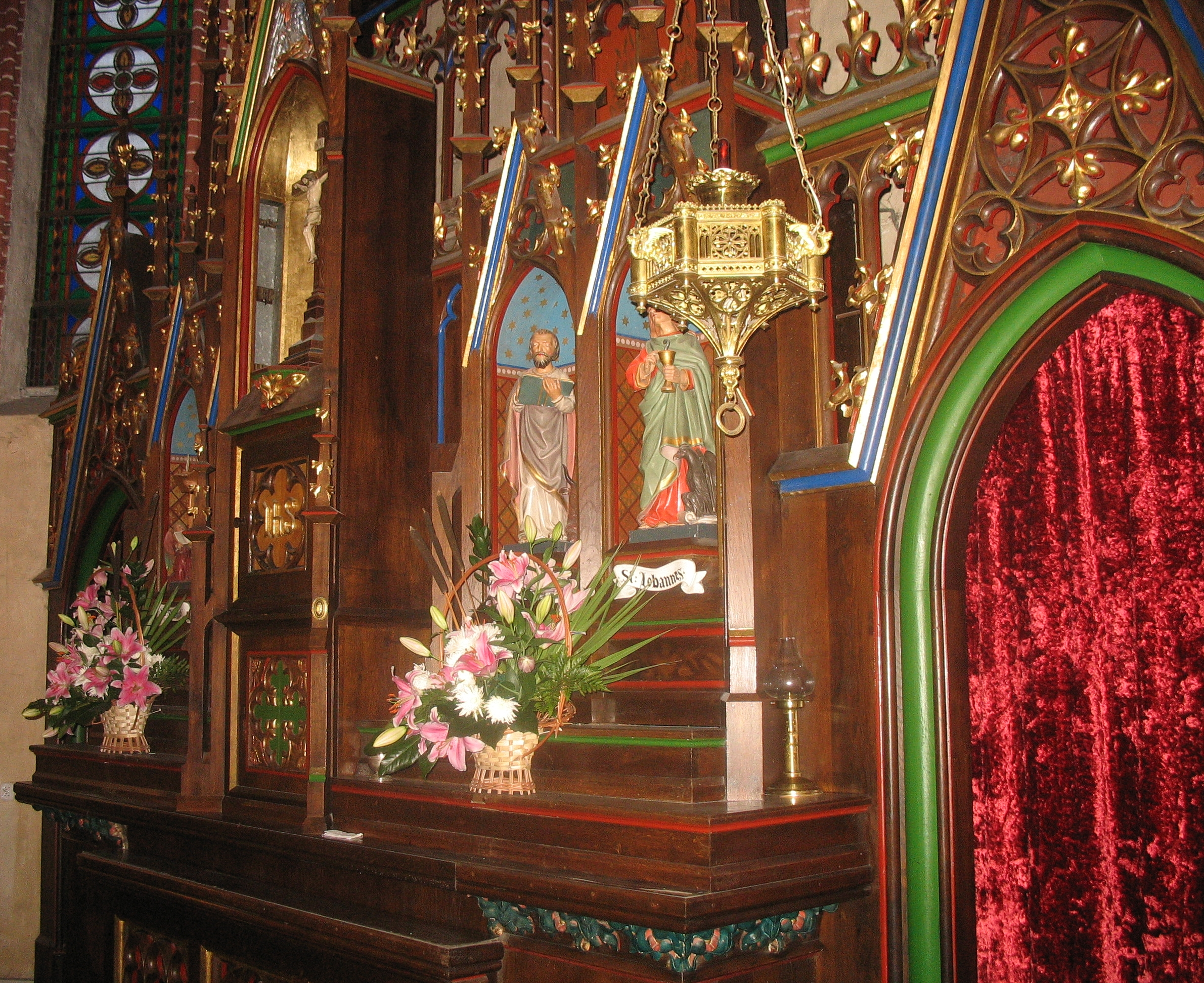
Ołtarz główny

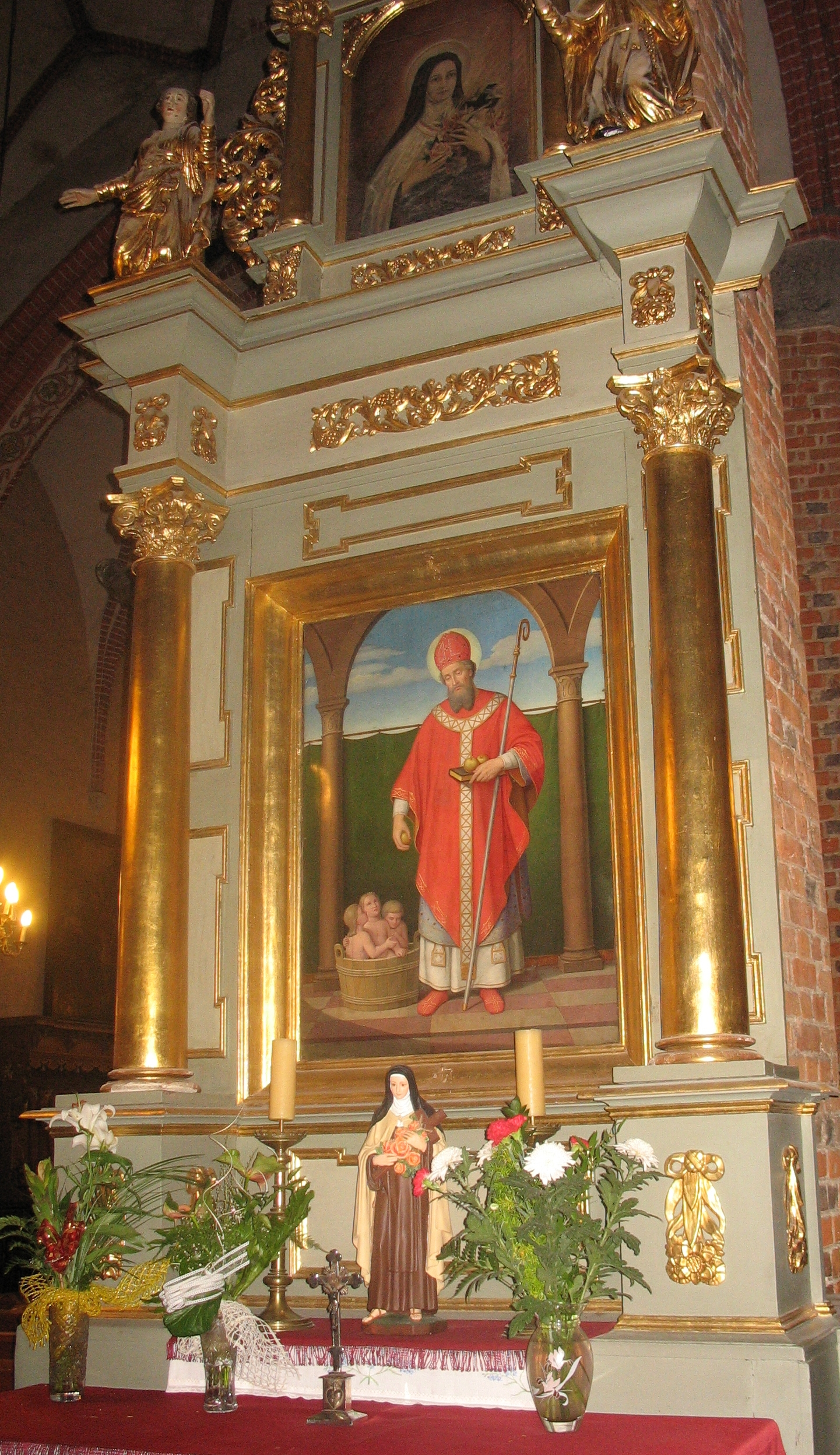
Ołtarz św. Mikołaja

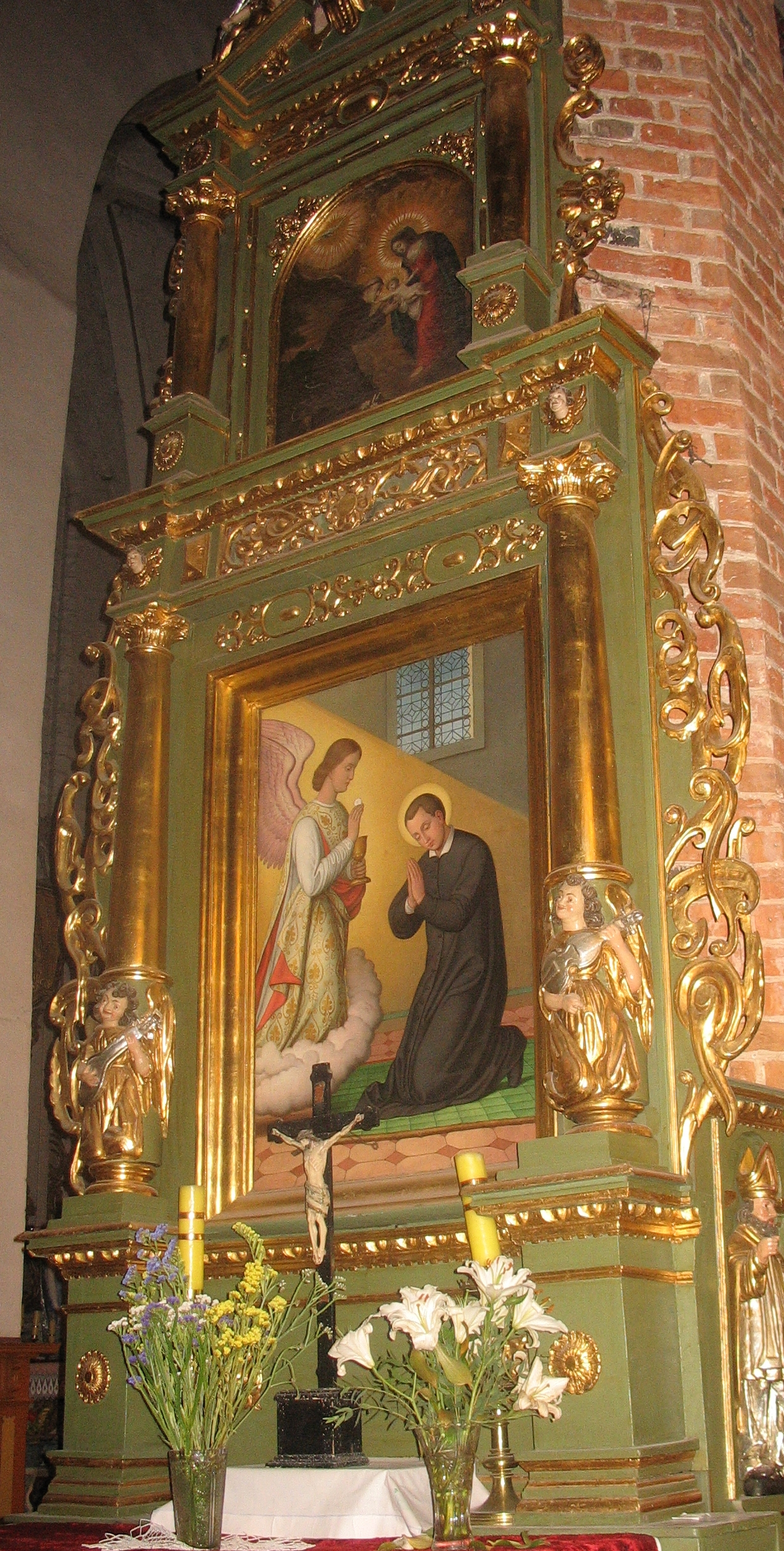
Ołtarz św. Stanislawa Kostki

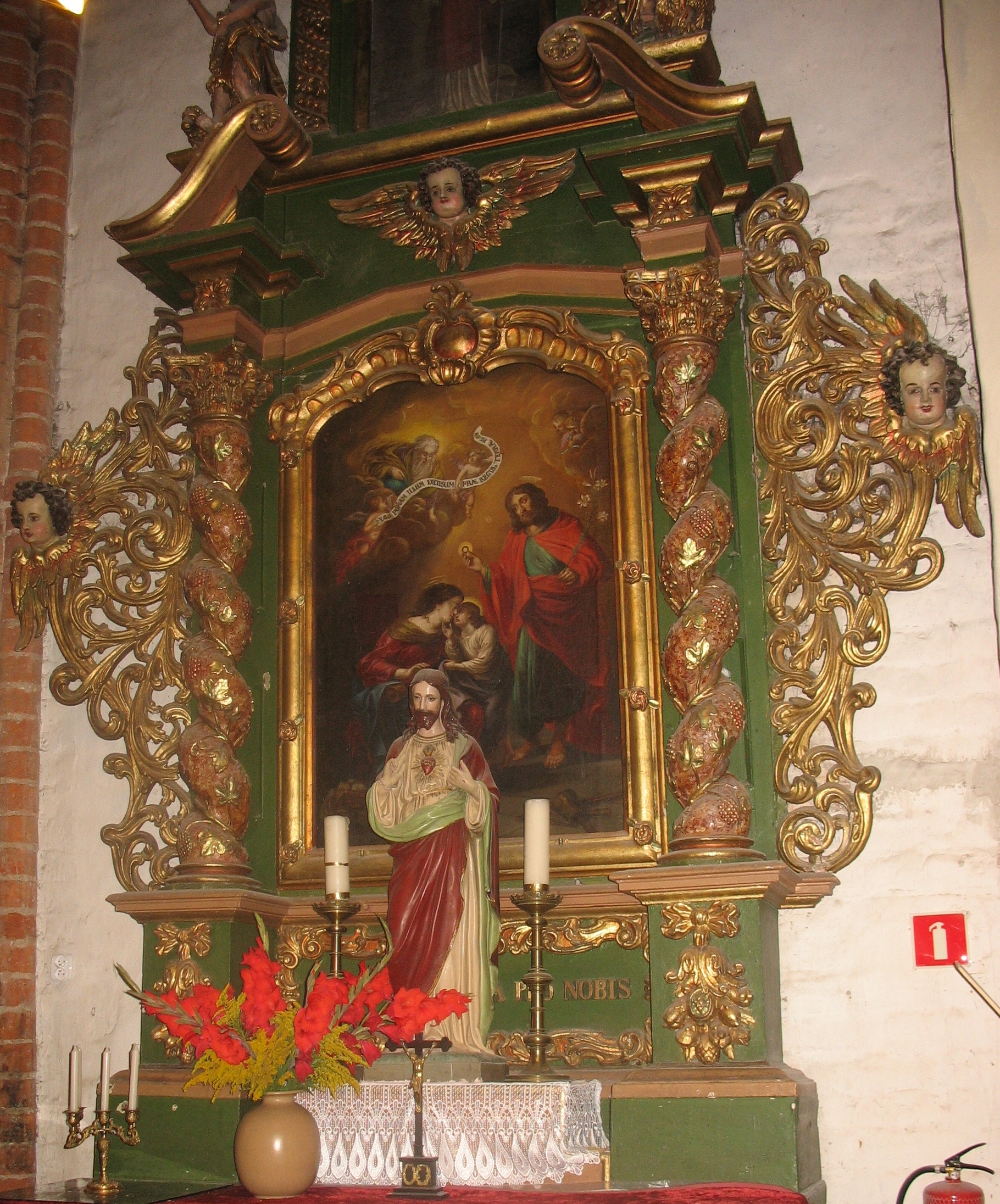
Ołtarz św. Józefa

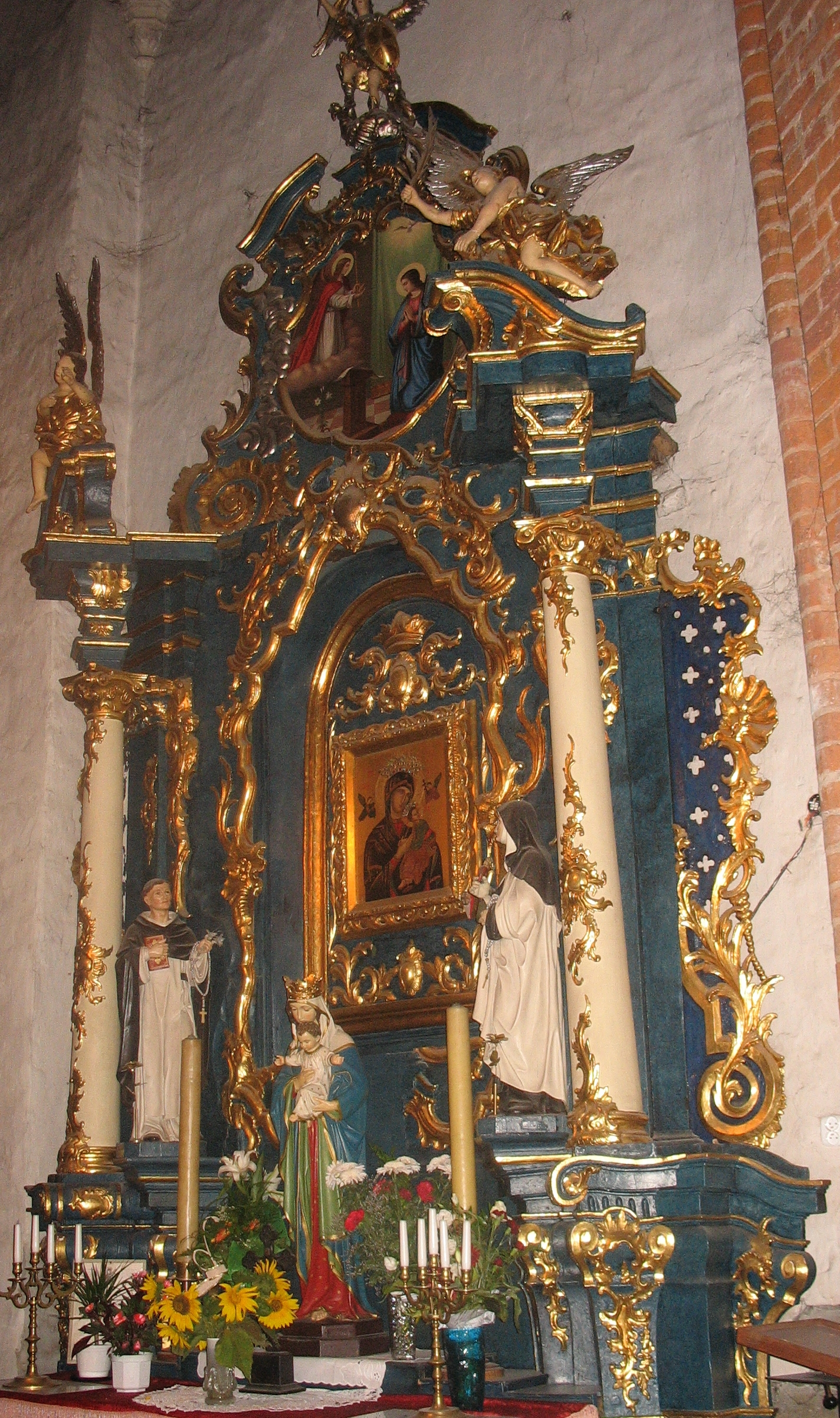
Ołtarz Matki Boskiej Różańcowej

### Ołtarze
- Ołtarz główny – wykonany został w latach osiemdziesiątych XIX wieku, zastąpił poprzedni z 1801 roku (ofiarowany kościołowi św. Stanisława we Wrzeszczu dopiero około 1925 roku). Główny ołtarz fundacji Albrychta Stanisława Radziwiłła, wykonany został około 1650 roku z obrazem Zwiastowania Najświętszej Maryi Panny i figurami czterech ewangelistów. Tradycję wprowadzenia do tego ołtarza postaci czterech ewangelistów zachował obecny ołtarz. Na wyróżnienie zasługuje kompozycja ołtarza wypełniającego dzięki smukłym pinaklom wschodnią część prezbiterium.
- Ołtarz św. Mikołaja – pochodzi z przełomu XVII i XVIII wieku. Obraz główny tego ołtarza, malowany w końcu XIX wieku, zasłonięty był obrazem współczesnym – Matki Boskiej Częstochowskiej. Zwieńczenie wypełnia również nowy obraz św. Teresy. Po jego bokach i w szczycie znajdują się rzeźby nieokreślonych świętych.
- Ołtarz św. Stanisława Kostki – wykonany został w pierwszej połowie XVII wieku. Prawdopodobnie jego fundatorem był   Michał Działyński, który w latach od 16 X 1608 do 29 IV 1618 był starostą  Gniewa, s. Pawła i Krystyny Kostczanki[4], herbu Dąbrowa - krewnej  św. Stanisława Kostki. Ołtarz wyróżnia się bogatszą ornamentyką o motywach małżowinowych. Dolne partie kolumn w nastawie wypełniają rzeźby aniołów grających na lutni, zwieńczenie zaś zdobi figura anioła grającego na trąbce, któremu towarzyszą półleżące postacie anielskie. Do boków ołtarza przylegają dwie płyciny z rzeźbami świętych Mikołaja i Szczepana. Obraz św. Stanisława w głównym polu ołtarza zastąpiono nowym z końca XIX wieku. W zwieńczeniu zachował się obraz współczesny ołtarzowi, który wyobraża Matkę Boską podającą dzieciątko Jezus klęczącemu św. Antoniemu.
- Ołtarz św. Józefa – w nawie południowej znajduje się barokowy, pochodzący z drugiej połowy XVIII wieku, zawierający elementy wcześniejsze, ołtarz poświęcony św. Józefowi. Nastawę ołtarza flankują kolumny o spiralnych trzonach, oplecionych winna latoroślą, wspierających gzyms naczółkowy przerwany pośrodku, jej boki zaś zdobią ażurowe ucha z główkami aniołów, których rozpostarte skrzydła splatają się z suchymi liśćmi akantu. Obraz główny, przedstawiający św. Rodzinę pochodzi z połowy XVIII wieku i jest osadzony w rokokowej ramie. Siedząca w fotelu Matka Boska przytula macierzyńskim, pełnym ciepła gestem garnącego się do niej Jezusa. Obok stoi św. Józef trzymający w uniesionej prawej dłoni obrączkę, a w lewej gałązkę lilii. Przy nim leżą na ziemi narzędzia ciesielskie. W górnej partii obrazu ukazuje się nad Marią i Jezusem wychylony z obłoków Bóg Ojciec, przed którym aniołki rozwijają wstęgę z napisem: EGO PONAM ILLUM EXCELSUM PRAE REGIB. TERRAE. PS. 68. Zwieńczenie ołtarza mieści obraz św. Jana Nepomucena, ujęty ozdobnymi pilastrami, po bokach których stoją rzeźby świętych Jana i Marka – ewangelistów. U szczytu ołtarza wznosi się figura Madonny stojącej na księżycu. Ołtarz jest barwnie polichromowany, a elementy dekoracyjne złocone.
- Ołtarz Matki Boskiej Różańcowej – stojący w nawie północnej zwraca uwagę piękną forma rzeźbiarską. Rokokowy, z trzeciej ćwierci XVIII wieku, ustawiony jest na współczesnej mu mensie. Pole główne jest ujęte parą wysuniętych nieco skośnie kolumn, na których spoczywają odcinki belkowania z falistym gzymsem i półleżącymi postaciami aniołów. Boki ołtarza zamykają ucha, częściowo ażurowe, z motywem muszli. Zwieńczenie ołtarza zamyka falisty gzyms przerwany z ustawioną pośrodku rzeźbą św. Michała Archanioła. Cały ołtarz o soczystej zielonej polichromii pokrywa bogata pozłacana dekoracja rzeźbiarska, złożona z typowych motywów ornamentu rokokowego. Obraz Matki Boskiej w polu głównym jest współczesny, a obraz w zwieńczeniu ołtarza, przedstawiający Zwiastowanie, pochodzi z trzeciej ćwierci XIX wieku.

### Kaplice
- Kaplica Północna

Kaplicę północną oddziela od nawy balustrada tralkowa z trzeciej ćwierci XVIII wieku, ozdobiona motywami ornamentu rokokowego i główkami aniołów. W kaplicy znajduje się ołtarz rokokowy z drugiej połowy XVIII wieku, jednokondygnacyjny ze zwieńczeniami i bramkami bocznymi. Nastawę ujmują ustawione kątowo pilastry o fantazyjnie opracowanych głowicach oraz wąskie ucha utworzone z motywów grzebieni i kwiatów. Boki zwieńczenia w formie wolutowych spływów zdobi draperia. Główne pole ołtarza mieści płaskorzeźbę Matki Boskiej z Dzieciątkiem, przedstawiającą typ Madonny Łąkowskiej. Płaskorzeźba została zasłonięta ruchomym obrazem Matki Boskiej Niepokalanej, a ostatnio – nowym obrazem św. Franciszka. W polu zwieńczenia znajduje się rzeźba Matki Boskiej Bolesnej trzymającej ciało Chrystusa na kolanach. Ołtarz okryty biała polichromią jest w całości bogato dekorowany pozłacanym ornamentem rokokowym.
- Kaplica Południowa

Kaplica południowa posiada ołtarz o podobnym założeniu, co ołtarz z kaplicy północnej, powstał zapewne w drugiej połowie XVIII wieku. W polu głównym mieści się obraz św. Anny Samotrzeć, ujęty parą kolumn ustawionych na tle płytkich wnęk, między pilastrami. Obraz górny, św. Katarzyny, flankują spływy wolutowe, po bokach których motyw zawieszonej draperii tworzy przezrocza z umieszczonymi w nich figurami świętych. Rzeźba w szczycie zwieńczenia przedstawia św. Michała Archanioła. Na mensie stoi współczesne ołtarzowi tabernakulum. W tejże kaplicy znalazł swoje miejsce baldachim procesyjny z drugiej połowy XVIII wieku. We wschodniej ścianie kaplicy umocowana jest płyta nagrobna ze słabo czytelnym zarysem postaci rycerza. Kaplicę wyodrębnia od nawy krata o formach neogotyckich z drugiej połowy XIX wieku. Obecnie, dzięki staraniom ks. proboszcza Zbigniewa Rutkowskiego, trwają prace konserwatorskie nad kaplicą południową.

### Prezbiterium
Prezbiterium otwiera się do nawy tęczą o łuku ostrym, sfazowanym, wspartym na filarach przyściennych. W południowej ścianie prezbiterium znajduje się wejście do zakrystii. Nawy korpusu wydzielone są ośmiobocznymi filarami z cokołem oraz skromną opaską profilową w miejscu głowicy. Filary przyścienne wykazują mniejszy przekrój i później dodane wzmocnienie. Wzdłuż naw bocznych przebiegają ostrołukowe, sfazowane arkady, oparte na filarach. Kaplice tworzą wrażenie transeptu. W środkowej części korpusu znajdują się boczne portale.

### Sklepienia
Wnętrze kościoła jest całkowicie przesklepione. Z pierwotnych sklepień gotyckich zachowały się: w prezbiterium – sklepienie gwiaździste o dekoracyjnym rysunku żeber, a w zakrystii – sklepienie krzyżowo-żebrowe. Podobne sklepienie posiada kaplica północna, podczas gdy południową przykryto sklepieniem gwiaździstym. Do okresu gotyckiego należy z pewnością także sklepienie pod wieżą, krzyżowo-żebrowe. Natomiast sklepienia naw wzorowano na sklepieniu prezbiterium.

### Stalle
W prezbiterium stoją późnorenesansowe stalle z pierwszej ćwierci XVII wieku. Ustawione przy bocznych ścianach prezbiterium, otrzymały identyczną formę. Każda z nich posiada pięć siedzisk z przedpiersiem i wysokim zapleckiem z baldachimem. Skromną dekorację przedpiersi stanowią rauty na obrzeżach arkad i kanelowanych pilastrów, fryz z tryglifami oraz rząd ząbków pod gzymsem wieńczącym. W przeciwieństwie do nich zaplecki otrzymały bogate opracowanie rzeźbiarskie. Baldachim wieńczy gzyms. Urozmaiconym elementem są również ścianki boczne o faliście wyciętej krawędzi. Stalle, których detale rzeźbiarskie były niegdyś złocone, są wielokrotnie przemalowane.

### Kropielnica
Pod wieżą stoi bezpośrednio na posadzce gotycka czasza dawnej chrzcielnicy (XV-XVI wiek), używana obecnie jako kropielnica. Wyciosana z granitu, półkolista o gładkiej powierzchni, posiada charakterystyczne wyżłobienie na pokrywę.

### Dzwony
Z XVIII stulecia pochodzi dzwon zawieszony na wieży kościelnej i ozdobiony reliefem roślinnym z postaciami aniołków podtrzymujących kartusze. Na płaszczu dzwonu, od strony wschodu, umieszczony jest napis: PIA FUNDAMENTORUM FUDIT LIBERALITAS, imię dzwonu: S. NICOLAUS oraz relief z postacią św. Mikołaja. Od strony zachodu data: ANNO 1766 i podpis ludwisarza: ME FECIT CARL GOTTFRID ANTHONY. Dwa inne dzwony z 1883 roku pochodzą z rozebranego po wojnie kościoła ewangelickiego.

## Figura św. Jana Nepomucena

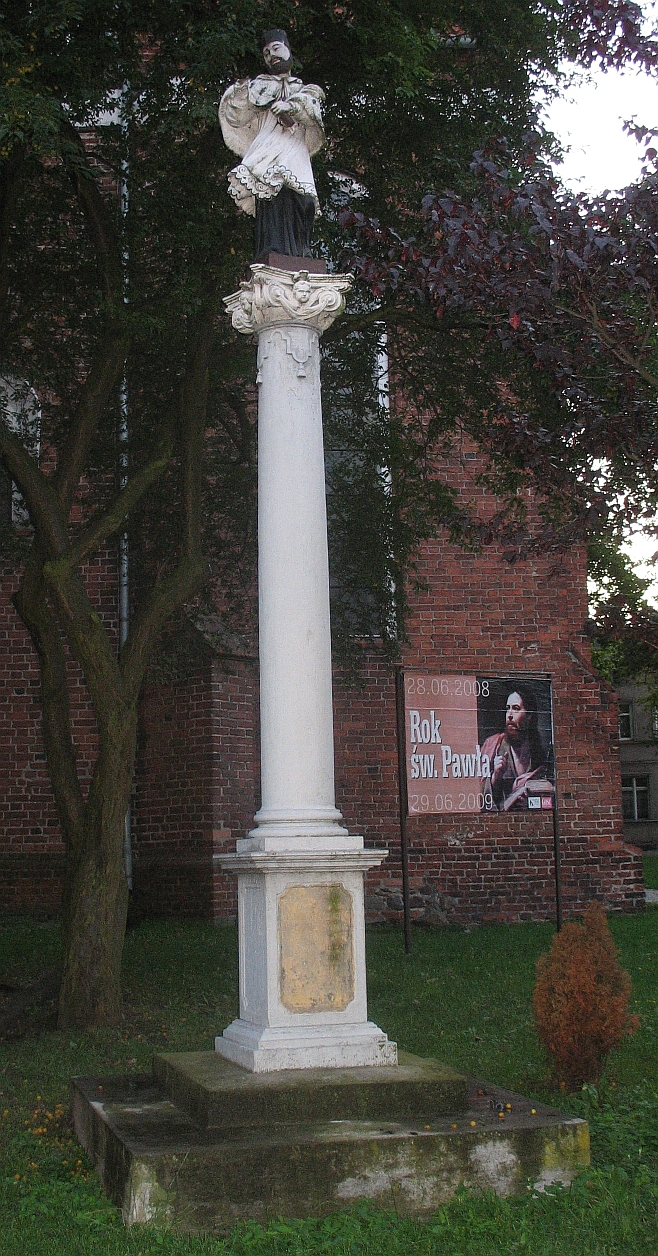
Figura św. Jana Nepomucena

Przy kościele znajduje się Figura św. Jana Nepomucena należąca do grupy obiektów dość powszechnych na Pomorzu. Ten obiekt wyróżnia się spośród innych, interesującą historią powstania. Statua św. Jana Nepomucena została wykonana nie jako prosty przejaw kultu tego świętego, ale jako swoista pokuta w związku ze znieważeniem religii katolickiej przez pastora gniewskiego Jana Geortza w 1738 roku. Dzisiaj już zniszczona, ale niegdyś na tablicy cokołu kolumny umieszczona została inskrypcja informująca o tym fakcie.